# Ошибка меткого стрелка
Оши́бка ме́ткого стрелка́ — понятие из методологии, описывающее заблуждение, при котором берутся только сходные данные, тогда как отличные от них игнорируются, что приводит к неправильным выводам.

## Происхождение выражения
Выражение «ошибка техасского стрелка» (от англ. texas sharpshooter fallacy) взято из истории про техасца, который сначала стреляет по амбару, а уже потом, в месте, где появилось самое большое количество пробоин, рисует мишень, заявляя о своих якобы удачных попаданиях.

## Примеры
- Исполнение пророчеств Нострадамуса: катрены из книги пророчеств подгоняются под свершившиеся события[3].
- Когда параметры для прогнозирующего алгоритма оптимизируются по некому набору данных, и правильность модели прогноза проверяется на этих же данных (близко к тестированию статистических гипотез).
- Шведское исследование 1992 года пыталось определить, вредны ли линии электропередачи для здоровья. Исследователи изучили всех, кто живет в пределах 300 метров от линий высокого напряжения в течение 25-летнего периода и попытались найти статистически значимый рост уровня свыше 800 заболеваний. Исследование показало, что уровень заболеваемости детской лейкемией был в четыре раза выше среди тех, кто жил ближе к линии электропередачи, и это вызвало призывы к действию от шведского правительства. Проблема с выводом, однако, в том, что количество потенциальных заболеваний, то есть более 800, было настолько большим, что была высокая вероятность того, что по меньшей мере одна болезнь будет появляться со статистически значимым различием по чистой случайности. Последующие исследования не смогли показать никакой связи между линиями электропередачи и детской лейкемией: ни причинно-следственной связи, ни даже корреляции[4] (См. Проблема множественных сравнений).